# (15415) Rika
(15415) Rika est un astéroïde de la ceinture principale.

## Description
(15415) Rika est un astéroïde de la ceinture principale. Il fut découvert le 4 février 1998 à Kuma Kogen par Akimasa Nakamura. Il présente une orbite caractérisée par un demi-grand axe de 2,20 UA, une excentricité de 0,23 et une inclinaison de 7,5° par rapport à l'écliptique.

## Compléments